# Olive Island Conservation Park
Olive Island Conservation Park är en park i Australien. Den ligger i delstaten South Australia, omkring 490 kilometer nordväst om delstatshuvudstaden Adelaide. Den ligger på ön Olive Island.
Trakten är glest befolkad. Det finns inga samhällen i närheten.
Genomsnittlig årsnederbörd är 416 millimeter. Den regnigaste månaden är juni, med i genomsnitt 83 mm nederbörd, och den torraste är oktober, med 9 mm nederbörd.